# Baijianfang
Baijianfang (kinesiska: 百间房) är ett stadsdelsdistrikt i Kina. Den ligger i provinsen Henan, i den centrala delen av landet, omkring 67 kilometer nordväst om provinshuvudstaden Zhengzhou.
Genomsnittlig årsnederbörd är 638 millimeter. Den regnigaste månaden är juli, med i genomsnitt 164 mm nederbörd, och den torraste är december, med 4 mm nederbörd.